# Alone (album d'Evan Brewer)
Pour les articles homonymes, voir Alone.
Alone est le premier album solo d'Evan Brewer. Sorti en juin 2011, cet album est entièrement instrumental et l'instrument exclusivement utilisé est la basse.

## Pistes
| No  | Titre                   | Durée |
| --- | ----------------------- | ----- |
| 1.  | Actualize               | 4:19  |
| 2.  | Contraband              | 2:46  |
| 3.  | Currency                | 3:53  |
| 4.  | Altered Perspective One | 2:41  |
| 5.  | Altered Perspective Two | 2:24  |
| 6.  | Vertigo                 | 2:46  |
| 7.  | The Decline             | 0:15  |
| 8.  | Degenerate              | 2:11  |
| 9.  | Looking West            | 2:37  |
| 10. | A Climate For Change    | 3:38  |